# Christer Magnusson
Bo Christer Magnusson, född 1 april 1958, är en svensk tidigare handbollstränare och handbollsspelare (mittnia). Från 1979 till 1985 spelade han 102 landskamper för Sveriges landslag och deltog vid OS 1984 i Los Angeles, där laget slutade på femte plats. Han är Stor Grabb. Som tränare har han bland annat varit förbundskapten för Norges herrlandslag och tränat moderklubben HP Warta i elitserien. Han har också arbetat som handbollsinstruktör vid RIG på Katrinelundsgymnasiet.

## Klubbar
Som spelare
- HP Warta

Som tränare
- Västra Frölunda IF
- HP Warta (1997–1998)
- Norge (1998–2001)
- HP Warta (2001–2004)
- IK Heim Mölndal (2005–2006)
- Särökometernas HK